# Nils Johannesson Hylander
Nils Johannesson Hylander, född 21 februari 1861 i Strövelstorps socken, Kristianstads län, död 23 februari 1929 i Spånga, Stockholms län, arbetade som missionspastor, verksam i EFS:s tjänst, först som missionär i Etiopien, senare som redaktör och författare i Stockholm. Under sina sista år var Hylander verksam inom Missionssällskapet Bibeltrogna Vänner. Han är begravd på Raus kyrkogård.

## Publicerad i
- Kom till högtid (Lova Herren nr 239)